# Sotíres
Sotíres (en grec moderne : Σωτήρες) est une ville grecque située dans la plaine ouest de l'île de Paros. Lors du recensement de 2011 la population était de 96 habitants.